# 구글 리더
구글 리더(영어: Google Reader)는 Atom, RSS 웹 피드를 온라인, 오프라인에서 읽을 수 있는 웹 기반의 뉴스 애그리게이터이다. 구글이 2005년 10월 7일 구글 랩스를 통해 공개하였다. 구글 리더는 2007년 9월 17일 베타 상태에서 벗어났다.구글 리더는 공식 블로그를 통해 2013년 7월 1일로 구글 리더 서비스를 종료한다고 밝혔다.

## 요구 사항
(트리) 구글 계정을 만든 뒤 구글 리더는 웹 브라우저를 통해 온라인으로, 또는 뉴스 애그리게이터를 통해 오프라인으로 접속할 수 있다.
- 자바스크립트를 사용하는 웹 브라우저:

- 구글 크롬
- 모질라 1.7 이상
- 모질라 파이어폭스 1.0 이상
- 넷스케이프 7.2 이상
- 오페라 9.0 이상
- 사파리 1.3 이상
- 인터넷 익스플로러 6 이상
- Wii 인터넷 채널

- 뉴스 애그리게이터:

- RSSOwl 2.1 이상은 선택된 RSS 피드와 함께 지정된 구글 리더의 전문 검색을 동기화한다.